# I. Antal szász király
Antal Kelemen szász herceg, teljes nevén Antal Kelemen Tivadar Mária József János Nepomuk Ferenc Xavér Alajos Januárius, (németül) Anton Clemens Theodor Maria Joseph Johann Evangelista Johann Nepomuk Franz Xaver Aloys Januar von Sachsen, melléknevén „a Jóságos” (der Gütige); (Drezda, 1755. december 27. – Pillnitz, 1836. június 6.); a Wettin-ház Albert-ágából származó szász választófejedelmi herceg, 1781-től a Szász Választófejedelemség trónörököse, 1806-tól királyi herceg, a Szász Királyság trónörököse, 1827–1836 között I. Antal néven Szászország második királya. Gyermektelenül elhunyt bátyját, I. Frigyes Ágost királyt követte a trónon.

## Élete

### Származása

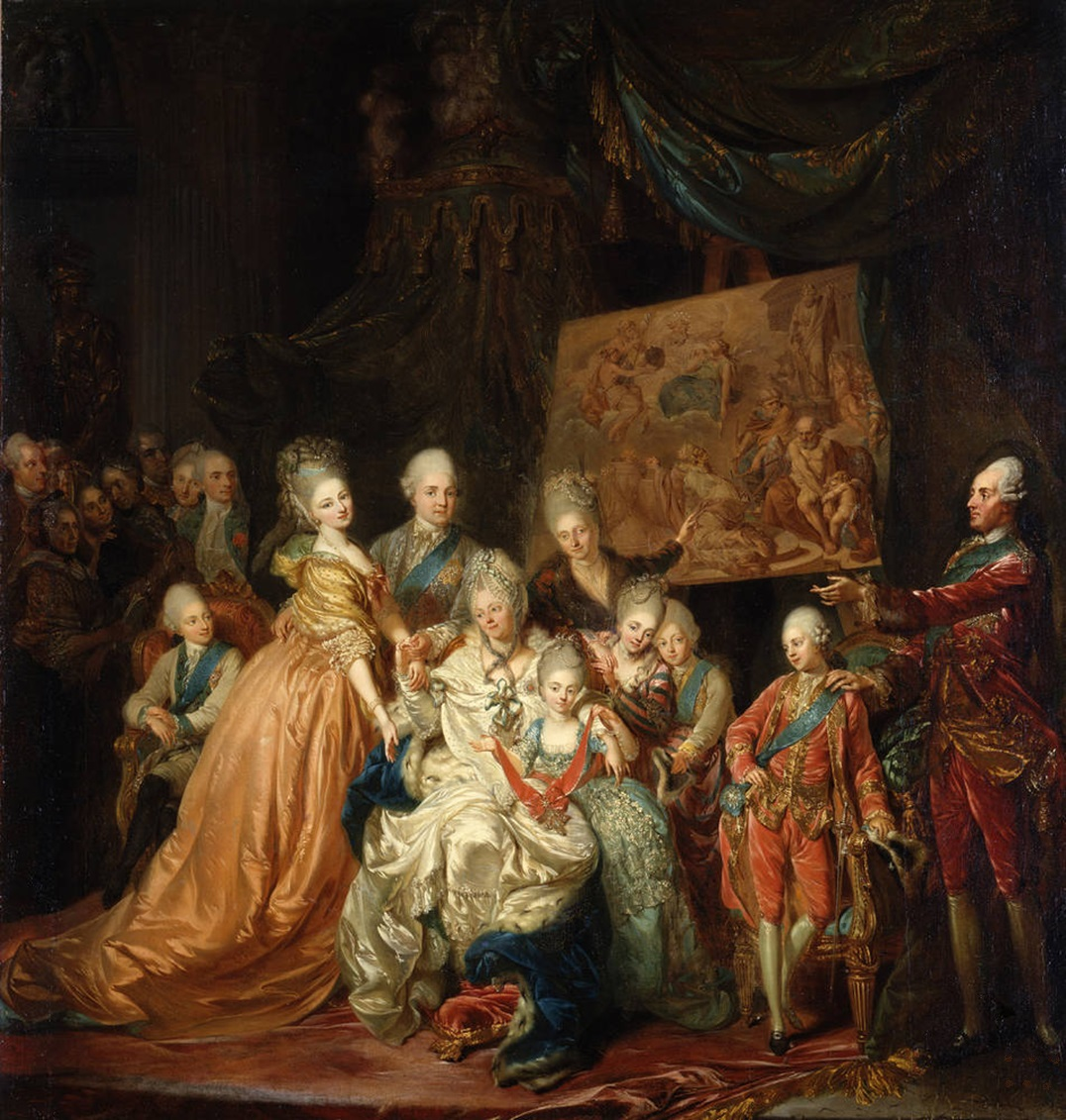
A szász választófejedelmi család, 1772. (J. E. Zeissig (Schenau) műve, Régi Képtár, Drezda). Balról jobbra: Károly Miksa (1752–1781), Mária Amália Auguszta pfalz-zweibrücken-birkenfeldi hercegnő (1752–1828) és férje, I. Frigyes Ágost (1750–1827), Mária Antónia Walpurga bajor hercegnő (1724–1780), Terézia Mária Anna (1761–1820), Mária Amália Anna (1757–1831), Miksa (1759-1838), Antal Kelemen (1755-1836) és Ferenc Xavér, a társrégens (1730–1806).

Édesapja a Wettin-ház Albert-ágából származó Frigyes Keresztély szász választófejedelem (1722–1763) volt, III. Ágost lengyel király (1696–1763) és Habsburg Mária Jozefa főhercegnő (1699–1757) legidősebb túlélő fia, Albert Kázmér szász–tescheni herceg bátyja, apai ágon Erős Ágost lengyel király és szász választófejedelem, anyai ágon I. József német-római császár unokája.
Édesanyja a Wittelsbach-házból származó Mária Antónia Walpurga bajor hercegnő (1724–1780) volt, VII. Károly német-római császár (1697–1745) és Habsburg Mária Amália főhercegnő (1701–1756) leánya, apai ágon a törökverő II. Miksa Emánuel bajor választófejedelem, anyai ágon I. József német-római császár unokája. (Szülei elsőfokú unokatestvérek voltak, lévén a két nagymama, Mária Jozefa és Mária Amália édestestvérek, I. József császár leányai).
Szülei házasságából 9 gyermek született, ketten közülük születésük órájában meghaltak. A felnőttkort megélő fiútestvérek sorában Antal Kelemen herceg volt a harmadik:
1. Fiúgyermek (*/† 1748), születésekor meghalt.
2. Frigyes Ágost József herceg (1750–1827), 1763-tól III. Frigyes Ágost néven választófejedelem, 1806-tól I. Frigyes Ágost néven Szászország királya.
3. Károly Miksa Mária herceg (1752–1781), 1763-tól a trón várományosa.
4. József Mária Lajos herceg (1754–1763), fiatalon meghalt.
5. Antal Kelemen Tivadar herceg (1755–1836), 1827-től I. Antal néven Szászország királya.
6. Mária Amália Anna hercegnő (1757–1831), aki 1774-ben II. Károly Ágosthoz, Pfalz–Birkenfeld–Zweibrücken hercegéhez (1746–1795) ment feleségül.
7. Miksa Mária József herceg (1759–1838), 1827-től koronaherceg, aki 1792-ben Karolina Mária Bourbon–parmai hercegnőt (1770–1804), majd 1822-ben Mária Lujza Sarolta Bourbon–parmai hercegnőt (1802–1857) vette feleségül.
8. Terézia Mária Jozefina hercegnő (1761–1820).
9. Fiúgyermek (*/† 1762), születésekor meghalt.

### Ifjúkora
Amikor Antal Kelemen herceg megszületett, nagynénje, Mária Jozefa Karolina szász hercegnő (1731–1767), Lajos francia trónörökös herceg (1729–1765) felesége nyomban „kinézte” őt saját legidősebb leánya, Mária Zefirina királyi hercegnő (1750–1755) jövendőbelijeként, de a menyasszonyjelölt ötéves korában meghalt. 1759-ben, amikor a dauphine-nak ismét leánya született, Mária Adelheid Klotild hercegnő (1759–1802), őt is Antal herceghez akarta hozzáadni, de ez sem valósult meg. (Mária Kotild hercegnő később, 1775-ben Savoyai Károly Emánuel hercegnek (1751–1819), a későbbi IV. Károly Emánuel szárd királynak felesége lett).
Antal Kelemen hercegnek vajmi kevés esélye volt, hogy valaha is trónra léphet. Amikor apja, Frigyes Keresztély választófejedelem 1763-ban mindössze 3 hónapig tartó uralkodás után meghalt, legidősebb fia, Frigyes Ágost herceg, Antal Kelemen bátyja már 13 évesen megörökölte apjuk trónját, nagybátyjuknak, Ferenc Xavér hercegnek (1730–1806) régenssége mellett, aki folytatta az elhunyt Frigyes Keresztély által megkezdett gazdasági reformokat. Antal Kelemen herceg és öccse, Miksa mindketten idősebb bátyjuk árnyékában éltek. Mint ifjabb testvéreknek, sem birtokra, sem komolyabb javadalmazásra nem volt kilátásuk, mióta egyik ősük, I. János György választófejedelem (1585–1656) megvonta ifjabb gyermekeitől a korábban szokásos hercegi apanázst.
1768-ban Frigyes Ágost nagykorú lett, és átvette az uralkodást. Megnősült, de férfi örököse nem született. 1771–1797 között gyermekei holtan születtek, csak egy leánya, Mária Auguszta hercegnő (1782–1863), Antal Kelemen unokahúga érte meg a felnőttkort. Közben a választófejedelem legidősebb öccse, a 29 éves Károly Miksa herceg 1781. szeptember 8-án váratlanul meghalt, és Antal Kelemen lépett az első helyre a trón várományosainak sorában. Megkapta a koronahercegi címet (Kronprinz). Röviddel ezután megnősült.

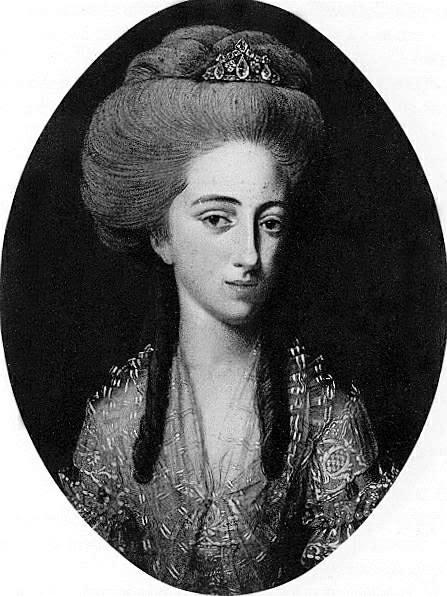
Savoyai Mária Karolina hercegnő.

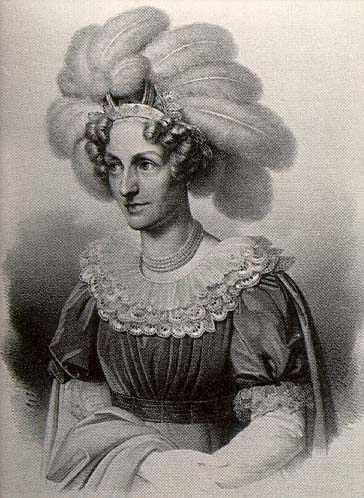
Mária Terézia Jozefa osztrák főhercegnő.

### Házasságai

#### Első házassága
Antal Kelemen trónörökös herceg 1781. szeptember 28-án a piemonti Montcalieriben képviselők útján (per procurationem), majd október 24-én Drezdában feleségül vette Savoyai Mária Karolina szárd királyi hercegnő (1764–1782), III. Viktor Amadé szárd–piemonti királynak (Savoya hercegének, 1726–1796) és Mária Antonietta Ferdinanda spanyol infánsnőnek (1729–1785) leányát, V. Fülöp spanyol király unokáját, aki azonban 1782. december 28-án, 18 évesen meghalt. A házasság gyermektelen maradt.

#### Második házassága
Antal Kelemen herceg csak első feleségének halála öt esztendővel szánta rá magát egy második házasságra. 1787. szeptember 8-án Firenzében képviselők útján (per procurationem), majd október 18-án a drezdai római katolikus Udvari Templomban (egykori Hofkirche, ma székesegyház) feleségül vette a Habsburg–Lotaringiai-házból származó Mária Terézia Jozefa osztrák főhercegnőt, toszkánai hercegnőt (1767–1827), Lipót toszkánai nagyhercegnek, a későbbi II. Lipót német-római császárnak (1747–1792) és a Bourbon-házból való Mária Ludovika spanyol infánsnőnek (1745–1792) legidősebb leányát.
A második házasságból négy gyermekük született, de mind meghaltak rövid időn belül:
- Mária Lujza királyi hercegnő (Maria Louise von Sachsen, 1795–1796).
- Frigyes Ágost királyi herceg (Friedrich August von Sachsen, */+ 1796).
- Mária Johanna királyi hercegnő (Maria Johanna von Sachsen, 1798–1799).
- Mária Terézia királyi hercegnő (Maria Theresa von Sachsen, */+ 1799).

### Szászország királya
1797-ben Frigyes Ágost feladta a reményt, hogy fia születhet, és idősebbik élő öccsét, Antal Kelemen koronaherceget hivatalosan is utódjává jelölte ki. A napóleoni háborúk során 1806-ban megszűnt a Német-római Birodalom, vele a Szász Választófejedelemség. Napóleon létrehozta a Szász Királyságot, ennek uralkodójaként a volt választófejedelmet ismerte el, I. Frigyes Ágost néven. Antal Kelemen herceg és öccse, Miksa királyi hercegekké váltak, Antal pedig a Királyság trónörökösévé.
Bátyja, Frigyes Ágost József herceg hosszú ideig uralkodott. 64 évi uralkodás után, 77 éves korában 1827. május 5-én hunyt el, gyermektelenül. Koronáját 71 éves öccse, Antal Kelemen herceg örökölte, aki kormányzati ügyekben teljesen járatlan volt. Nem is szándékozott mélyebb változtatásokat elindítani sem a bel- sem a külpolitikában. Trónra lépése nem találkozott alattvalóinak rokonszenvével. A polgárok szívesebben látták volna valamelyik fiatalabb herceget a trónon. Alig fél évvel a koronázás után, 1827. november 7-én Antal király másodszor is megözvegyült, a 60 éves Mária Terézia Jozefa királyné Lipcsében elhunyt.
A Wettin-ház Albert-ága – Antal Kelemen herceg és felmenői – római katolikus vallásúak voltak. Antal király trónra lépésének idején, 1827-ben a Porosz Királyság diplomatái titkos tárgyalásokat folytattak vele arról, hogy adja át Poroszországnak a lutheránus lakosságú Szászországot, cserébe fogadja el a porosz Rajnai Tartományt (Rheinprovinz, Rheinpreußen), amelynek lakossága főleg római katolikusokból állt. Ez az egyezség azonban nem jött létre.

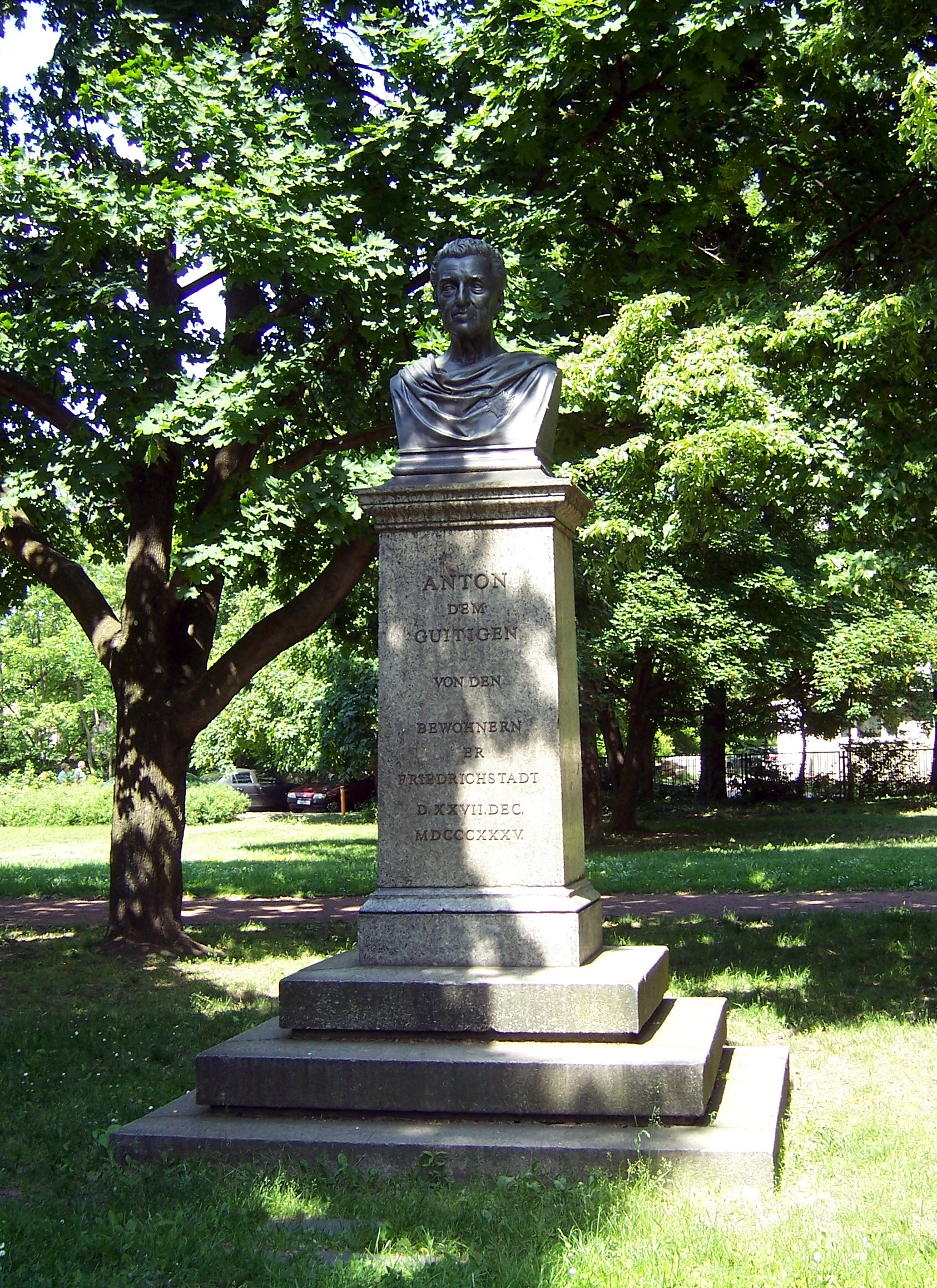
Antal király mellszobra
Ernst Rietschel műve, Hohenthalplatz, Friedrichstadt, Drezda.

### A liberális forradalom
Az 1830. júliusi francia forradalom hatására ősszel Szászországban is zavargások törtek ki, a polgárság részt követelt a politikai hatalomból. A mozgalom főleg a tökéletesen idejétmúlt rendi alkotmány ellen irányult. 1830. szeptember 13-án a konzervatív Detlev von Einsiedel gróf kormánya lemondott, a 75 éves Antal király Bernhard von Lindenaut bízta meg kormányalakítással. A liberálisok követelték, hogy egy fiatalabb herceg vegye át a koronát. Antal király beleegyezett, hogy unokaöccsét, Frigyes Ágost herceget, Miksa koronaherceg legidősebb fiát kinevezzék társuralkodó herceggé (Prinz-Mitregent), azzal a megbízatással, hogy nagybátyjától, az idős Antal királytól fokozatosan vegye át az államügyek intézését. A 71 éves Miksa koronahercegnek ugyanezen a napon le kellett mondania trónöröklési jogáról fia, a társuralkodóvá kinevezett Frigyes Ágost herceg javára.
A felkeléseket 1831-re katonai erővel leverték ugyan, de a politikai forrongás hatására Antal király kénytelen volt elfogadni a liberálisok követeléseinek egy részét. Új, mérsékelten konzervatív alkotmányt bocsátott ki, amelyet 1831. szeptember 4-én hirdettek ki. A Szász Királyság ezzel alkotmányos monarchiává vált. Az 1831-es alkotmány valamelyest konzervatívabb volt, mint a Rajnai Szövetség más tagállamainak ekkor érvényes alkotmányai. A szász király megtartotta uralkodói egyeduralmát, de kormányzati ügyeket csak minisztereivel közösen intézhetett, és tartania kellett magát a kétkamarás Szász Országgyűlés (Landtag) határozataihoz.
1833. március 22-én a Szász Királyság is aláírta a Német Vámuniót, amely 1834. január 1-jén lépett hatályba. Hatására fellendült a kereskedelem, az ipar és a közlekedés. A szervezet legerősebb tagállama Poroszország volt, a következő években a Német Szövetségnek szinte minden tagállama csatlakozott hozzá, kivéve Bajorországot és Ausztriát. (Ez volt az 1866-ban megalakuló Északnémet Szövetség előfutára).

### Halála, utódlása
I. Antal szász király 81 éves korában bekövetkezett haláláig uralkodott. 1836. június 6-án hunyt el Drezda közelében, a pillnitzi királyi kastélyban. A Szász Királyság trónját unokaöccse, az 1830-ban kijelölt utód, Frigyes Ágost herceg, Miksa koronaherceg fia örökölte, II. Frigyes Ágost néven.

### Emléke
- Drezda Friedrichstadt nevű városrésze (amelyet 1730-ban II. Frigyes Ágost választófejedelemről neveztek el), 1835-ig önálló község volt, ekkor I. Antal király rendeletére a fővároshoz csatolták. Ennek emlékére a városrész polgárai Ernst Rietschel szobrásszal elkészíttették a király bronz mellszobrát, amely a római császárok stílusában ábrázolja az uralkodót. Az elkészült emlékművet a Weißeritz folyó partján állították fel. 1900-ban áthelyezték mai helyére, a Hohenthalplatzra. 2000-ben restaurálták.